# 弗里德尔·卢茨
弗里德尔·卢茨（德語：Friedel Lutz，1939年1月21日—2023年2月7日），德国前男子足球运动员，场上位置是后卫。他曾代表西德国家队参加1966年国际足联世界杯，结果队伍获得亚军。